# Bobby Orr Trophy
Il Bobby Orr Trophy è stato un premio annuale assegnato dal 1963 al 1984 dalla Central Hockey League al miglior miglior difensore della stagione regolare selezionato dagli allenatori della CHL. Il trofeo fu chiamato così in ricordo di Bobby Orr, giocatore membro della Hockey Hall of Fame.
Prima del 1979 il trofeo si chiamava semplicemente Most Valuable Defenseman Award.

## Vincitori
| Most Valuable Defenseman Award | Most Valuable Defenseman Award | Most Valuable Defenseman Award |
| Stagione                       | Giocatore                      | Squadra                        |
| ------------------------------ | ------------------------------ | ------------------------------ |
| 1963-64                        | Barclay Plager                 | Omaha Knights                  |
| 1964-65                        | Mike McMahon Jr.               | St. Paul Rangers               |
| 1965-66                        | Al LeBrun                      | Minnesota Rangers              |
| 1966-67                        | Mike McMahon Jr.               | Houston Apollos                |
| 1967-68                        | Bryan Watson                   | Houston Apollos                |
| 1968-69                        | Barry Gibbs                    | Oklahoma C. Blazers            |
| 1969-70                        | Mike Robitaille                | Omaha Knights                  |
| 1970-71                        | André Dupont                   | Omaha Knights                  |
| 1971-72                        | Bart Crashley                  | Dallas Black Hawks             |
| 1972-73                        | Len Frig                       | Dallas Black Hawks             |
| 1973-74                        | Claire Alexander               | Oklahoma C. Blazers            |
| 1974-75                        | Ian McKegney                   | Dallas Black Hawks             |
| 1975-76                        | Ian McKegney                   | Dallas Black Hawks             |
| 1976-77                        | Mike O'Connell                 | Dallas Black Hawks             |
| 1977-78                        | Larry Giroux                   | KC Red Wings                   |
| 1978-79                        | Greg Hubick                    | Dallas Black Hawks             |
| Bobby Orr Trophy               |                                |                                |
| Stagione                       | Giocatore                      | Squadra                        |
| 1979-80                        | Bruce Affleck                  | Dallas Black Hawks             |
| 1980-81                        | Bruce Affleck                  | Indianapolis Checkers          |
| 1981-82                        | Dan Poulin                     | Nashville South Stars          |
| 1982-83                        | Gord Dineen                    | Indianapolis Checkers          |
| 1983-84                        | Bruce Affleck                  | Indianapolis Checkers          |